# 夏钢
夏钢（1953年—），北京人，中華人民共和國电影导演，曾获金鸡奖最佳导演，作品以现实风格著称。

## 生平
1978年考入北京电影学院导演系，1983年调入北京电影制片厂。与同学陈凯歌等人被认为是中国电影第五代导演。1993年以电影《大撒把》荣获中国电影金鸡奖最佳导演。
夏钢2003年拍摄了他的首部电视连续剧《亲情树》。2004年将北京人艺的经典话剧《天下第一人》搬上荧屏，在中央电视台播出后得到了不错的评价。2009年导演了根据小说家严歌苓的小说《一个女人的史诗》，而主演赵薇在走红前就曾被他看好，这是二人的首次合作。

## 作品
| 时间   | 片名                   | 備註                         |
| 1989年 | 一半是火焰，一半是海水 |                              |
| 1990年 | 遭遇激情               |                              |
| 1991年 | 我心依旧               |                              |
| 1992年 | 大撒把                 |                              |
| 1993年 | 无人喝彩               |                              |
| 1994年 | 与往事干杯             |                              |
| 1996年 | 伴你到黎明             |                              |
| 1997年 | 生命如歌               |                              |
| 2001年 | 谁来倾听               |                              |
| 2003年 | 亲情树                 | 电视剧                       |
| 2004年 | 天下第一楼             | 电视剧，改编自同名话剧       |
| 2007年 | 荀慧生                 | 电视剧，人物传记             |
| 2009年 | 一个女人的史诗         | 电视剧，改编自严歌苓同名小说 |

## 获奖与提名
- 1985年 提名-第十二届世界大学生电影作品学院奖：最佳影片（《我们还年轻》）
- 1990年 提名-第十届中国电影金鸡奖：最佳影片、最佳导演（《遭遇激情》）
- 1992年 获奖-第十二届中国电影金鸡奖：最佳影片、最佳导演（《大撒把》）
- 1993年 获奖-首届上海影评人奖：年度十佳影片（《无人喝彩》）
- 1994年 获奖-葡萄牙菲格拉达福兹国际电影节获：国际电影联合会评委会特别荣誉奖（《与往事干杯》）
- 1996年 获奖-第四届上海影评人奖：年度十佳影片（《伴你到黎明》）
- 1998年 获奖-美国查尔斯敦国际电影节：最佳影片银奖（《生命如歌》）
- 1998年 获奖-东正教斯拉夫国家金勇士电影节：特别奖暨俄罗斯国家奖金（《生命如歌》）